# Александровское коммерческое училище

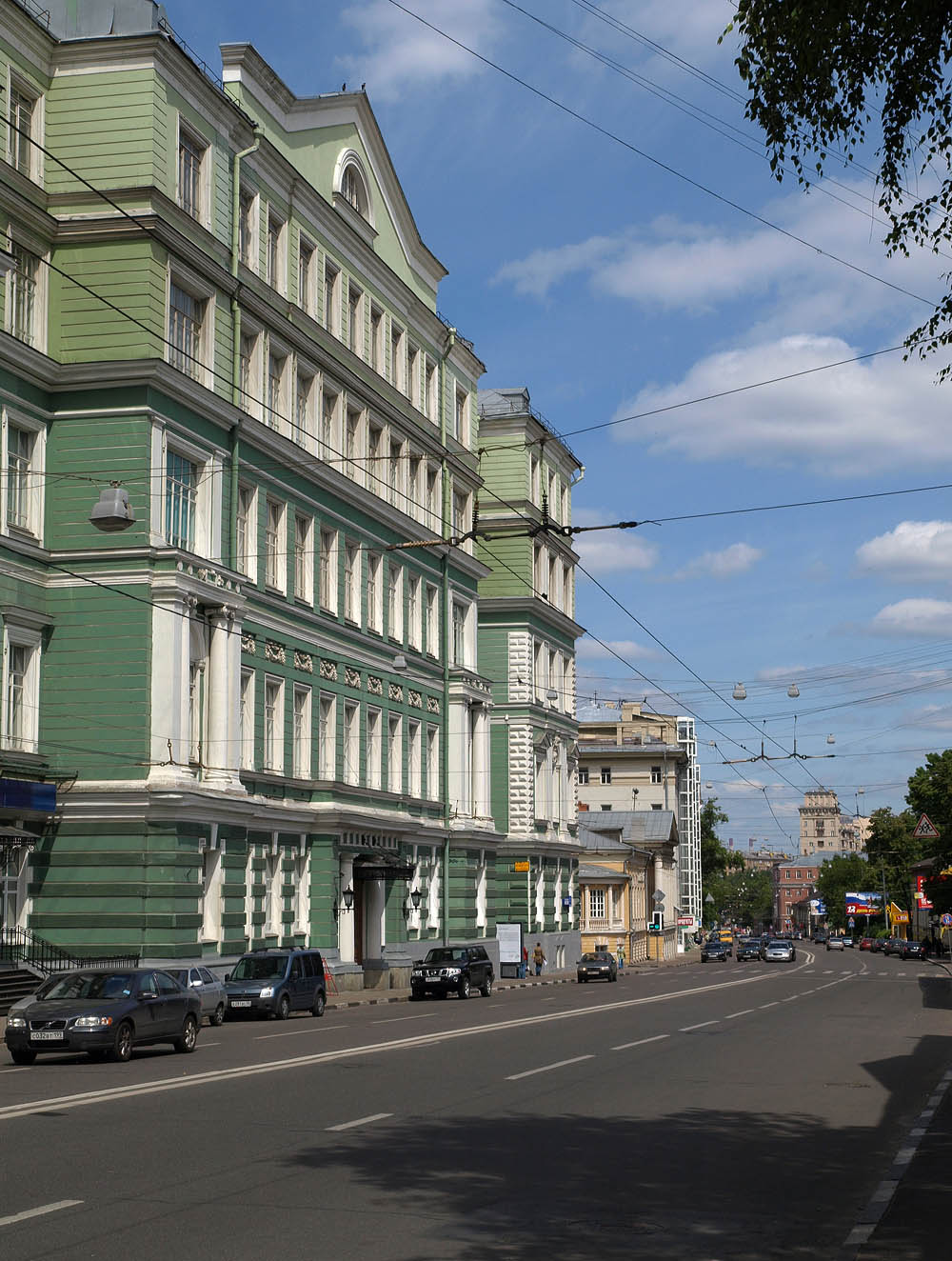
Современный вид здания училища

Московское Александровское коммерческое училище — среднее специальное учебное заведение для приготовления к торговой деятельности юношей из купеческих, мещанских, ремесленных и крестьянских семей.

## История училища
Создателем Александровского училища был известный московский благотворитель Н. А. Найдёнов, председатель Московского биржевого комитета, организатор и член правления Московского купеческого банка. Его инициатива по созданию коммерческого училища в память 25-летия царствования императора Александра II, 19 февраля 1880 года получило поддержку богатейших промышленников и финансистов Москвы — И. Н. Коншина, И. А. Лямина, И. С. Мальцева, Т. С. Морозова, К. Т. Солдатенкова. В число жертвователей вошли крупные торговые дома — «В. Алексеев», «Л. Кноп», «П. и С. братья Третьяковы и В. Коншин», «Вогау и К°», «А. и Г. Ивана Хлудова сыновья», целый ряд мануфактур, Московский купеческий банк. Основной капитал училища первоначально составил более 70 тысяч рублей.
21 июля 1883 года были произведены выборы Попечительского Совета училища на три года. Председателем Совета был избран Николай Александрович Найдёнов, товарищем председателя — Александр Константинович Трапезников, членами Совета — Иван Кузьмич Бакланов, Андрей Андреевич Колли, Сергей Владимирович Алексеев, Павел Михайлович Третьяков, Дмитрий Петрович Боткин.
Училище было торжественно открыто 6 октября 1885 года. Первым директором Александровского училища стал известный русский учёный-математик, профессор Императорского технического училища А. В. Летников. Училище заняло дом № 21 по Старой Басманной улице, где прежде располагался Константиновский межевой институт.
Целью коммерческого училища было «подготовить детей лиц торгового класса к торговой деятельности». Программа обучения в Александровском коммерческом училище отвечала уровню классической гимназии, но в освоении иностранных языков превышала его. В училище были подготовительное, 5 общих и 2 специальных класса с полным курсом предметов преподавания: общеобразовательных — закона Божьего, русского и иностранных языков, математики, физики, химии, истории, рисования, черчения, чистописания; и специальных — истории торговли, товароведения с технологией, коммерческой арифметики, бухгалтерии, коммерческой географии, политэкономии и законоведения. Вместе с высококвалифицированным составом преподавателей это делало коммерческое училище весьма привлекательным, несмотря на довольно большую плату за обучение.
В училище принимались мальчики 8—11 лет; в 1885—1906 годах существовал пансион, поэтому принимались для обучения и жители других регионов Российской империи. Ученики, окончившие полный курс, получали аттестаты и звание личного почётного гражданина; отличившиеся по успехам и поведению удостаивались звания кандидата коммерции и награждались золотой или серебряной медалью.
К началу XX века капитал училища достиг почти 800 тысяч рублей.
В 1903—1906 годы на земле, принадлежащей училищу, появились многоэтажные здания для Торговой школы императора Александра III (Бабушкин переулок, д. 6) и Николаевского женского коммерческого училища с 4-классной торговой школой при нём (Новая Басманная улица, д. 20 — архитектор С. У. Соловьёв).
В 1918 году Александровское коммерческое училище было закрыто; в его корпусах открыта 6-я советская трудовая школа II ступени Басманного района; в 1920 году разместились Промышленно-экономический институт и техникумы; ныне — Институт инженерной экологии и химического машиностроения.

## Выпускники
За период 1892—1917 годы Московское Александровское коммерческое училище подготовило свыше 1 тысячи специалистов прикладной экономики и коммерции. Среди окончивших коммерческое училище — видные деятели промышленности, коммерсанты и банкиры из семей Крестовниковых, Лапиных, Морозовых, Перловых, Хлудовых, Четвериковых и др.
- Пётр Богданов (? —1899)
- Сергей Лобанов (1900—1907)
- Алексей Ремизов (1888—1895)
- Степан Туманов (вып. 1905)
- Евгений Флинт (1897—1905; золотая медаль)
- Степан Щеколддин
- Сергей Яковлев — отец авиаконструктора А. С. Яковлева
- Александр Павлов (?-1903)

## Преподаватели
- Алексеев, Дмитрий Викторович[1]
- Ден, Владимир Эдуардович
- Михайловский, Александр Николаевич[2]
- Никитинский, Яков Яковлевич[3]
- Новгородцев, Павел Иванович
- Пичета, Владимир Иванович
- Сапожников, Василий Васильевич[4]
- Соболев, Михаил Николаевич[5]
- Турчанинов, Капитон Фёдорович[6]
- Цветаев, Дмитрий Владимирович
- Чичибабин, Алексей Евгеньевич
- Штернберг, Павел Карлович

## Директора
- 1885—1888 — Летников, Алексей Васильевич
- 1888—1891 — Слудский, Фёдор Алексеевич
- 1892—1897 — Цингер, Василий Яковлевич
- 1898—1907 — Андреев, Константин Алексеевич
- 1907—1913 — Цветковский, Юрий Юрьевич[7]
- 1913—1918 — И. Е. Батманов